# ل وال-داوید
ل وال-داوید (به فرانسوی: Le Val-David) یک کمون در فرانسه است که در Canton of Évreux-Est واقع شده‌است.

## خصوصیات
ل وال-داوید ۶٫۷۹ کیلومترمربع مساحت و ۷۵۸ نفر جمعیت دارد و ۱۳۰ متر بالاتر از سطح دریا واقع شده‌است.